# 空气
空气是指大气层中由不同气体和各类飘浮在其中的固体与液体颗粒（大气颗粒与气溶胶）所组成的气态混合物。地球大气层的空气主要由78.1%的氮气、20.9%氧气、0.9%的氬氣和1~4%的水蒸气组成，其成分并不是固定的，随着高度、气压、温度的改变和对流情况不同，局部空气的组成比例也会改变。空气在大气层（特别是对流层）中的流动形成了风和曳流、气旋、龙卷等自然现象，而空气中飘浮的颗粒则形成了云、雾、霾和沙尘暴等短期天气情况。空气在海洋和陆地之间跨区域流动所承载的湿度和热能传导也是水循环和气候变率与变化的关键一环。
在自然状态下空气是无色无味的，以至于长期以来人们一直认为空气是一种单一的物质，直到后来法国科学家拉瓦锡（1743~1794）通过实验首先得出了空气是由氧气和氮气组成的结论。19世纪末，科学家们又通过大量的实验发现，空气裡还有氦、氩、氙、氖等稀有气体。
地球上的空气有着较为适居的温度和化学成分，是生物得以在此起源和演化的基础之一，其中各种温室气体造成的蓄热平衡使得地球整体的气候条件远比其它行星稳定。地球大气中单质氧（氧气）的含量远高于其它星球，这对于所有好氧生物（特别是细胞结构和功能都高度复杂化的真核生物）来说是必需，尤其是多细胞的动物完全依赖有氧呼吸提供运动和代谢所需的生物能，此外氧气自然产生的同素异构体——臭氧还可以形成能屏蔽对遗传物质有害的紫外线电离辐射的臭氧层。植物和质体藻类等自养生物也需要氧气完成自身代谢，但反过来也利用空气中的二氧化碳进行光合作用来补充氧循环，而空气中的二氧化碳是近乎所有植物唯一的碳元素来源，固碳驱动的初级生产也是生态系统食物网主要的生物质和能量来源。此外，空气中相对惰性的氮气还可以被微生物和闪电电离转换为铵和硝酸盐等可被生物利用的氮化合物，而这种固氮作用是生物圈进行蛋白质生产的基础，其中酶对生化反应的催化更是驱动演化加速的一个重要因素。

## 成分
右表中列出空气在海平面上的成分。一般人们通过蒸馏液化的空气的方法来分离空气的成分。

### 氮
氮在空气中以双原子分子的单质——氮气的形态存在，因其三对共价键的分子结构十分牢固，是一种较为惰性的非活性气体，但不屬於严格意义上的惰性氣體。氮气通常不与其它物质发生化学反应，只有通过固氮变成氮化合物才能进入氮循环被生物所利用。生物的氨基酸和蛋白质合成需要氮。通过反硝化作用，氮会变回氮气释放回到空气中。
在化学工业中人们可以使用哈柏法将空气中的氮与氢气化合成氨气，随后合成硝酸铵加工为化肥用来为农作物提供养分。固氮与反硝化作用基本上互相抵消，对空气中的氮的浓度没有影响。在深潜的过程中（潜水深度大于60米）压缩空气瓶中的氮會被氦代替，否则的话血液中溶解的氮会导致氮麻醉。

### 氧
氧是地球地壳中最为丰富的元素，但因为其活性很高所以绝大部分氧原子都存于各种氧化物之中，而不是以单质（氧气）状态存在。地球在元古宙之前的古大气层并没有任何游离态的氧气，但随着蓝绿菌光合作用的不断固碳产氧最终耗尽了地表所有的还原剂物质，地球大气从原始的还原性大气永久性的变为氧化性大气，再经过新元古代和古生代期间各类真核自养生物的繁盛，氧气浓度逐步提升最终成为空气中仅次于氮气的主要成分。氧气现今是自然界最主要的氧化剂物质，几乎所有燃烧、降解和生物呼吸都需要氧的介入。在整个地球历史中通过光合作用所产生的氧的总量约是今天空气中氧的总量的20倍。
地球空气的富氧状态也使得氧气的同素异构体——臭氧得以在大气层中长期存在，最终在元古宙末期在平流层下层形成了可以吸收紫外线电离辐射的臭氧层，为日后陆地和浅海生物圈的繁衍提供了保障条件，同时还防止了地表水因被光解成氢气后逃逸到外太空而导致永久性失水的风险。

### 氩
氩是一种惰性气体。它基本上不参加化学反应。因此在焊接时氩用来当作保护气。此外由于它相对于空气而言导热性比较差，因此它也被用来作为氣密窗玻璃之间的隔热气体。

### 水蒸氣
按照空气湿度的不同空气中可以含0至4%体积比的水蒸氣。一般空气中水蒸氣的含量在0.1%体积比（极地）至3%体积比（热带）之间。地面附近的水蒸氣平均含量为1.3%。

### 随时间的变化
空气成分的浓度是亚稳定的。在一个人活着的时间里它的变化非常小，但是它并不是自然常数。在地球历史上大气层不断发生变化，其组成成分曾经几度巨大地变化。现在大气层的组成是约3.5亿年前形成的。
目前空气成分变化最大的是工业化开始后二氧化碳的成分增加了约40%。有人认为人为的温室效应导致了全球变暖。
由于痕量气体的总量非常小，因此它们的变化幅度可以非常大，人的生产和其它自然现象（比如火山活动）就可以在短期导致其浓度的波动。

### 随空间的变化

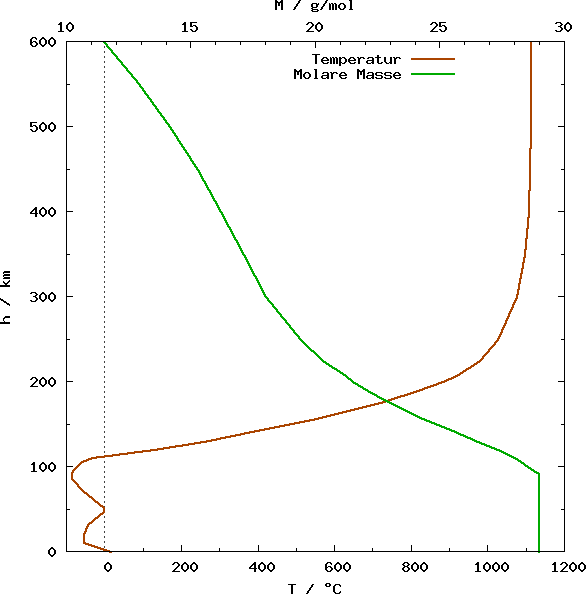
不同高度空气的温度和摩尔质量

以上给出的数值基本上到100千米高度不变。但是由于不同高度大气化学的反应各不相同，因此在不同高度上尤其是衡量气体的浓度可以有很大的差别。在100千米以上重的气体的浓度下降。因此在高空氢和氦的浓度比在地面高得多，不过那里的空气密度也要低得多。

### 低浓度物质
除以上列出的主要成分外空气里还包含少量甲烷、二氧化硫（7千米以上骤减）、一氧化碳和臭氧。
其它痕量气体包括：
- 氟仿
- 过氧乙酰硝酸酯
- 二氧化氯
- 氮氧化物
- 二氧化硫
- 氡
- 汞

#### 二氧化碳
二氧化碳最重要的生理作用在于为光合作用提供碳，因此空气中二氧化碳的含量对植物的生长影响很大。由于植物光合作用随光的存在而开始或者停止，因此地面附近的二氧化碳的浓度周日起伏。在植被丰富的地方地面附近的二氧化碳的浓度在白天最低，夜间最高。此外除热带外地面附近的二氧化碳的浓度还随季节起伏。在北半球三月至四月其浓度最高，十月或十一月最低。人的活动也会影响地面附近的二氧化碳的浓度。比如冬季随着取暖的开始二氧化碳的浓度提高。

#### 臭氧
衡量臭氧浓度的是多布森单位，而不是其浓度，原因是因为臭氧是一种非常活跃的气体，它能很快形成，很快分解，它的浓度随高度、天气、温度、其它物质的存在和时间变化很大。

#### 一氧化碳
一氧化碳是一种无色的易燃毒气。它由碳的不完全燃烧而产生。在血液中它可以更容易與紅血球結合，進而阻止氧的运输而令人致死，对进行光合作用的植物它也有危害。未经处理的汽车废气中含约4%的一氧化碳。空气中一氧化碳的主要来源是植物燃烧。

## 物理特性

### 密度
在标准状况下空氣密度为1.293kg/m3。

### 压力
气压是位于一个地点上方空气受地球引力导致的静态的重力造成的压力。气压除根据测量高度变化外还受温度和空气动力的影响。在海平面一平方米上的空气压力约为10336千克。

### 温度
气温是指地面附近空气在不受太阳辐射加热或者地面热源加热的情况下的温度。
不同应用对于气温的定义不一样。在气象学中气温被定义为地面以上两米高处的温度。

### 湿度
湿度是空气中的水蒸氣含量，又分為絕對濕度與相對濕度。

### 其它
在标准状态下空气的声速为331.5m/s。
干燥空气的摩尔质量为28.
在标准状态下空气对可见光的折射率约为1.00029。它随气压、气温和空气成分变化。尤其湿度对於折射率的影响比较大，相应地光速在空气中也随之改变。
比热容：
- {\displaystyle c_{p}} = 1.005 kJ/(kg K) = 0.279 kWh/(Ton K)（等压过程）
- {\displaystyle c_{v}} = 0.718 kJ/(kg K) = 0.199 kWh/(Ton K)（等容过程）

不含水蒸气的空气被称为乾空气。乾空氣的氣體常數為2.8704*10**6e

## 空气污染和保护
空气污染是对空气的环境污染，它是通过烟、灰尘、雾、蒸氣、气溶胶和有味物质对自然的空气成分造成的变化。
空气主要污染物包括二氧化硫、二氧化氮以及部分微小顆粒，統稱為PM10、PM2.5等。
在过去数年中在发达国家的空气污染情况有所好转，同时对温室气体的释放在这些国家里依然不断上升。在第三世界和工业化国家中，空气污染依然是一个非常严重的问题。

## 文化意义
古希腊哲学中的四元素说将空气列为世界万物的基本组成部分之一。与空气相应的正多面體是正八面體。

## 外部連結
- 空氣 （页面存档备份，存于） 在ChemicalBook上的條目，CAS註冊號為132259-10-0